# Agarista-ȘS Anenii Noi
Maillots
L'Agarista-ȘS Anenii Noi est un club moldave de football féminin basé à Anenii Noi.

## Histoire
Le club est fondé en 2017, lorsque le directeur de l'école des sports créé une équipe féminine. Sous l'impulsion de la joueuse internationale Cristina Musteață (en) qui fait venir d'autres joueuses de renom et le soutien de la société Agarista Agricola, le club connaît le succès dès sa première saison 2017-2018 en remportant le doublé coupe championnat. La saison suivante le club récidive avec le doublé.
Lors de la saison 2019-2020, malgré l'arrêt du championnat à cause de la pandémie de Covid-19, Anenii Noi qui avait remporté tous ses matchs est déclaré champion et remporte de nouveau la coupe.
En 2020-2021, le club remporte son quatrième titre et égale le record du FC Narta Chișinău.

## Palmarès
| Compétitions nationales |
| --- |
| - Championnat de Moldavie (7) : - Champion : 2018, 2019, 2020, 2021, 2023, 2024 et 2025. - Coupe de Moldavie (6) : - Vainqueur : 2018, 2019, 2020, 2022, 2023, 2024. |